# Fricassée
Una fricassée (sovint adaptat com a fricassé, masculí en català) és un tipus de plat francès que bàsicament consisteix a sofregir una carn, habitualment aviram, trossejada i amb verdures. La paraula ve del francès, que pot tenir dos orígens: del llatí vulgar frigicare (fregir), o d'un encreuament entre dos verbs francesos frire (fregir) i casser (trencar). El freginat a Catalunya i a Occitània és un plat semblant.
El plat típic es fa amb aviram, encara que també es pot substituir per altre tipus de carn blanca. Es talla a trossos i després es cou en salsa Gravy. Contemporàniament, sovint inclou altres ingredients i vegetals saltats i servits en una salsa de crema de vermut sec.

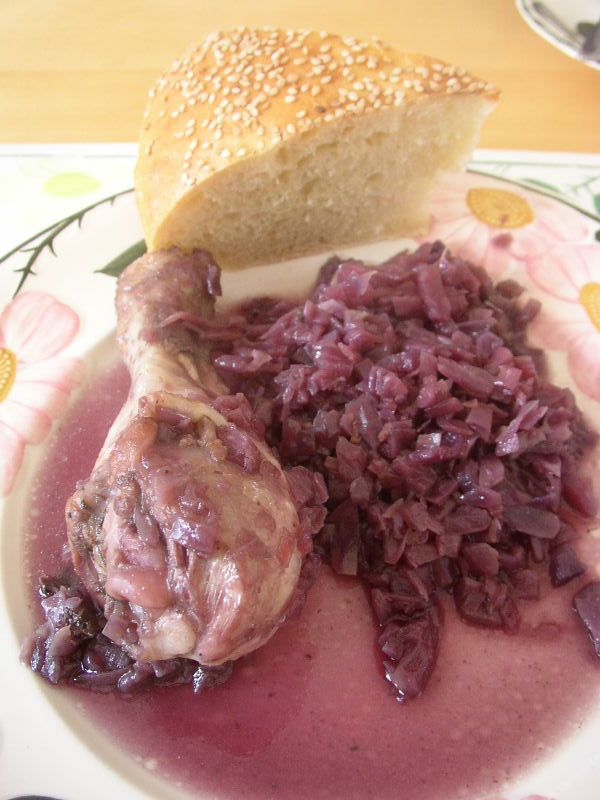
Fricassée de pollastre amb col.

## Fricassée Cajun
Una fricassée cajun és qualsevol tipus de carn o fruits de mar cuit en una salsa feta amb un flascó de salsa rolha fosca, en general, de mateixa color que la xocolata amb llet. Com en la majoria dels plats d'ètnia cajun, també conté cebes, pebrots, api i all. Se serveix amb arròs.